# 通俗拉丁语
通俗拉丁語（意为“通俗话”，又叫民间拉丁語，或流行拉丁語），是古典拉丁語在法國、義大利、西班牙、葡萄牙、羅馬尼亞等地的民间通俗变体。中世紀早期開始分化，至九世紀成為羅曼語支的一支。
通俗拉丁語的語法比古典拉丁語简单得多，在語言学上体现了古典拉丁語作为一种综合語到今日的法語、義大利語、西班牙語、葡萄牙語、羅馬尼亞語等語言作为一种分析語的过渡。
今日罗曼語族诸語言都是直接从通俗拉丁語演变而来。

## 历史

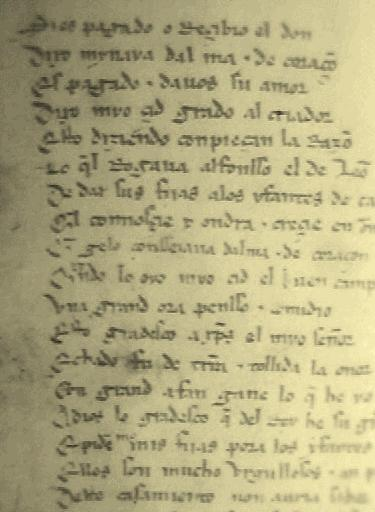
《熙德之歌》是西班牙语最早的书面记录（节选）

通俗拉丁语（原始罗曼语）在罗马帝国各省发展各异，逐渐产生了不同的罗曼语。约瑟夫·黑尔曼（József Herman）称：
似乎确定的是，6世纪以及很可能包括7世纪早期的这段时间内，主要的拉丁化地区的人们仍能较好理解圣经和礼拜文本以及形成仪式和宗教活动一部分的注释（更简易或更繁复），甚至更晚些时候，用拉丁语写成的圣人的生活还能在宗教集会上大声朗读，以期能被理解。然而，同样可以推断出，从8世纪中叶开始，高卢包括一些传教士在内的很多人连最直白的宗教文本都不懂了。
公元813年的第三次图尔会议要求神父使用地方语言传道，即rustica lingua romanica（通俗拉丁语）或日耳曼地方语言，因为当时的百姓已经无法理解规范拉丁语。在一代人的时间内，便产生了查理曼的孙子秃头查理和日耳曼人路易之间的《斯特拉斯堡誓言》（公元842年），它使用了一种已经不同于拉丁语的语言。见下文选段：
Pro Deo amur et pro christian poblo et nostro commun salvament, d'ist di in avant, in quant Deus savir et podir me dunat, si salvarai eo cist meon fradre Karlo et in ajudha et in cadhuna cosa, si cum om per dreit son fradra salvar dift, in o quid il me altresi fazet, et ab Ludher nul plaid numquam prindrai, qui, meon vol, cist meon fradre Karle in damno sit.

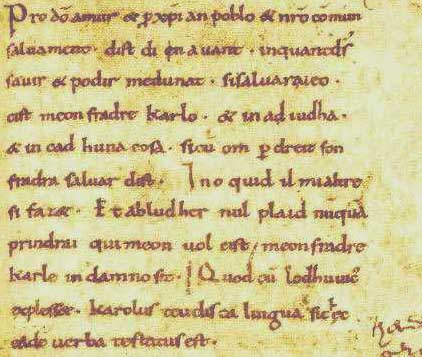
斯特拉斯堡誓言，法语最早的书面记录（节选）

大约从这时起，本地拉丁语开始被视为独立语言，发展出了地方规范，有些产生了自己的正字法，因此既然所有现代罗曼语变体都是通俗拉丁语的后续，则后者不应被视为已灭亡，而是概念和带有区域差异痕迹的术语的替换。

### 引用
1. ↑  Herman (2000), p.114.

#### 关于羅曼語族其他语种
法语
- Kibler, William W. . New York: Modern Language Association of America. 1984.
- Pope, Mildred K. . Manchester: Manchester University Press. 1934.
- Price, Glanville.  Revised. London: Grant and Cutler. 1998.

意大利语
- Maiden, Martin. . New York: Longman. 1996.

西班牙语
- Penny, Ralph. . Cambridge: Cambridge University Press. 2002.
- Pharies, David A. . Chicago: University of Chicago Press. 2007.
- Pountain, Christopher J. . London: Routledge. 2000.

葡萄牙语
- Williams, Edwin B. . Philadelphia: University of Pennsylvania Press. 1968.

奧克语
- Paden, William D. . New York: Modern Language Association of America. 1998.

## 外部連結
- Batzarov, Zdravko. . 2000  [19 September 2009]. （原始内容存档于2016-03-03）.
- Norberg, Dag; Johnson, R.H. (Translator). . . New York: Columbia University Press, Orbis Latinus. 2009 [1980]  [2016-02-06]. （原始内容存档于2007-10-05）.
- . Paris: Laboratoire d'Histoire des théories linguistiques. 2008  [19 September 2009]. （原始内容存档于2009-04-04）.